# Tweede Kamerverkiezingen 2010/Kandidatenlijst/GroenLinks
De kandidatenlijst voor de Tweede Kamerverkiezingen 2010 van GroenLinks werd op een partijcongres op 18 april 2010 door de aanwezige partijleden vastgesteld. Tijdens dat congres werd ook Femke Halsema aangewezen als lijsttrekker. Hiervoor moest echter wel een uitzondering worden gemaakt, gezien het feit dat volgens de statuten van GroenLinks Tweede Kamerleden niet meer dan drie termijnen actief mogen zijn. Voor Halsema is het de vierde keer. Ook Kamerlid Ineke van Gent kreeg ontheffing om eveneens nog een vierde keer de Kamer in te gaan.

## De lijst
- vet: verkozen
- schuin: voorkeurdrempel overschreden

1. Femke Halsema - 577.126 stemmen
2. Jolande Sap - 8.451
3. Tofik Dibi - 6.089
4. Mariko Peters - 3.988
5. Ineke van Gent - 7.215
6. Liesbeth van Tongeren - 2.637
7. Jesse Klaver - 2.466
8. Bruno Braakhuis - 879
9. Arjan El Fassed - 1.262
10. Linda Voortman - 1.664
11. Rik Grashoff[2][3] - 990
12. Niels van den Berge[2] - 596
13. Natasja van den Berg - 858
14. Bert van Boggelen - 514
15. Carla van Os - 643
16. Hann van Schendel - 502
17. Arno Uijlenhoet - 289
18. Ruard Ganzevoort - 869
19. Nadya van Putten - 1.729
20. Ahmed Harika - 1.343
21. Hayat Barrahmun - 1.606
22. Paul Smeulders - 345
23. Gon Mevis - 527
24. René Kerkwijk - 377
25. Isabelle Diks - 771
26. Leen Harpe - 275
27. Irona Groeneveld - 615
28. Jan Wijnia - 708
29. Tof Thissen - 874
30. Kathalijne Buitenweg - 1.888

CDA · PvdA · SP · VVD · PVV · GroenLinks · ChristenUnie · D66 · PvdD · SGP · Nieuw Nederland · TON · MenS · Heel Nederland · Partij één · Lijst 17 · Piratenpartij · Lijst 19 (EPN)